# 中島克介
中島 克介（なかしま かつすけ、1957年7月25日 - ）は、千葉県出身の元プロ野球選手（内野手、外野手）。右投右打。

## 来歴・人物
横芝敬愛高では投手として活躍。甲子園には出場できなかったが、1975年春季関東大会に進出。2回戦（初戦）で横浜商業高に敗退。
高校卒業後は、社会人野球の川崎製鉄千葉に入社。内野手に転向し、1980年の都市対抗野球では本田技研鈴鹿との1回戦で本塁打を放つ。準々決勝に進むが新日本製鐵釜石に惜敗。同年の社会人ベストナイン三塁手部門を獲得している。
1982年のプロ野球ドラフト会議でロッテオリオンズから4位指名を受け入団。
社会人屈指の内野手として期待されたが一軍に上がれず、1986年に代打、外野手、指名打者としてシーズン終盤の6試合に出場するが、同年限りで現役を引退。

## 詳細情報

### 年度別打撃成績
| 年 度     | 球 団     | 試 合 | 打 席 | 打 数 | 得 点 | 安 打 | 二 塁 打 | 三 塁 打 | 本 塁 打 | 塁 打 | 打 点 | 盗 塁 | 盗 塁 死 | 犠 打 | 犠 飛 | 四 球 | 敬 遠 | 死 球 | 三 振 | 併 殺 打 | 打 率 | 出 塁 率 | 長 打 率 | O P S |
| --------- | --------- | ----- | ----- | ----- | ----- | ----- | -------- | -------- | -------- | ----- | ----- | ----- | -------- | ----- | ----- | ----- | ----- | ----- | ----- | -------- | ----- | -------- | -------- | ----- |
| 1986      | ロッテ    | 6     | 4     | 3     | 1     | 1     | 1        | 0        | 0        | 2     | 0     | 0     | 0        | 0     | 0     | 1     | 0     | 0     | 0     | 0        | .333  | .500     | .667     | 1.167 |
| 通算：1年 | 通算：1年 | 6     | 4     | 3     | 1     | 1     | 1        | 0        | 0        | 2     | 0     | 0     | 0        | 0     | 0     | 1     | 0     | 0     | 0     | 0        | .333  | .500     | .667     | 1.167 |

### 記録
- 初出場・初打席・初安打：1986年10月14日、南海ホークス戦（川崎球場）、横田真之の代打、中村弘道から二塁打

### 背番号
- 25 （1983年 - 1986年）